# Dumbarton Football Club
El Dumbarton Football Club és un club de futbol escocès de la ciutat de Dumbarton.
Va ser fundat el 23 de desembre de 1872, essent un dels clubs més antics d'Escòcia.
Fou un dels principals clubs escocesos del segle XIX. Va guanyar les dues primeres lligues escoceses, la primera d'elles compartida amb el Rangers. Deixà de jugar l'any 1901 i no retornà a l'activitat fins 1905, jugant normalment a les divisions inferiors.

## Palmarès

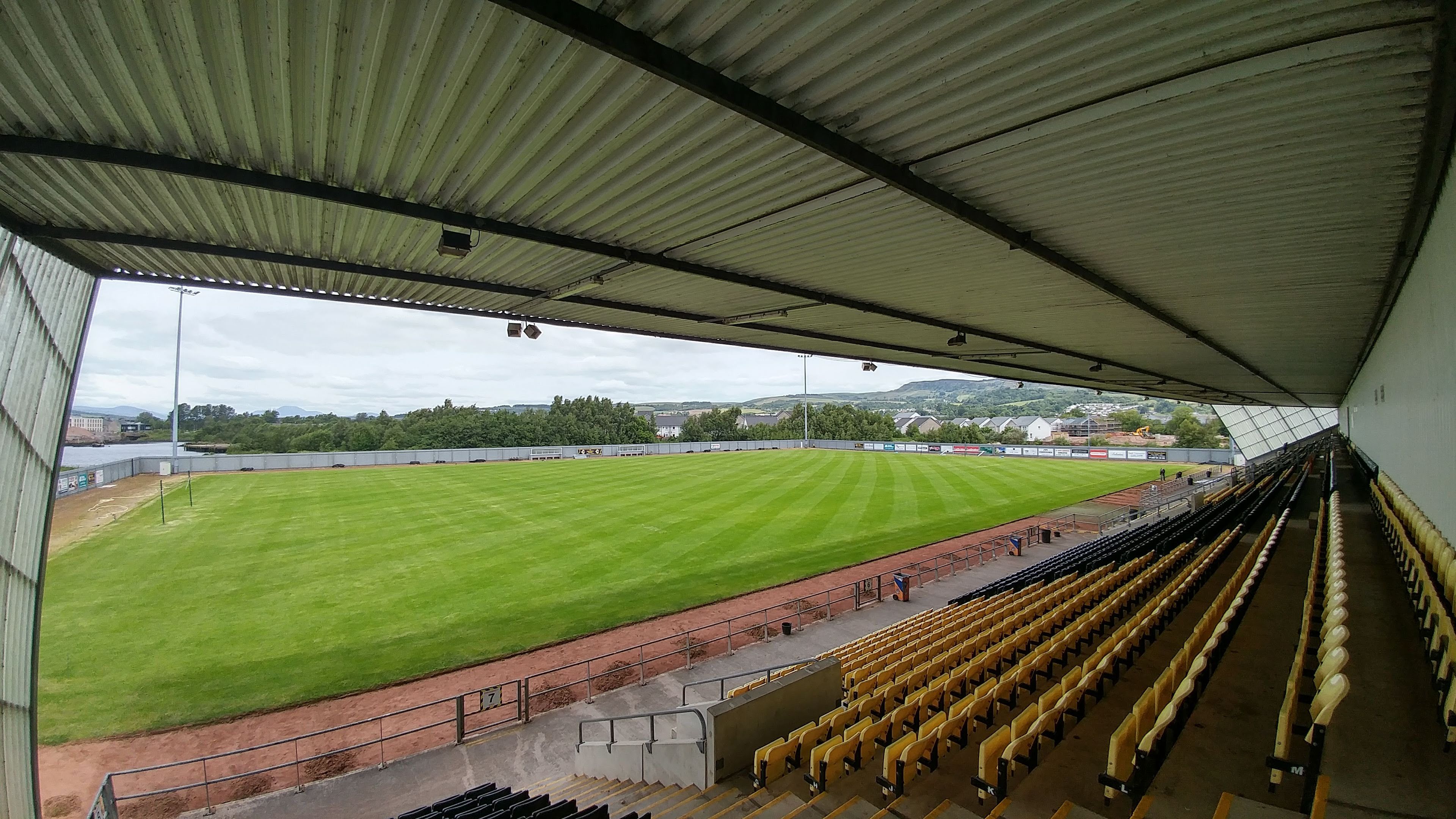
Dumbarton Football Stadium.

- Lliga escocesa de futbol:[6]
  - 1890–91, 1891–92
- Scottish First Division:
  - 1910–11, 1971–72
- Scottish Second Division:
  - 1991–92
- Scottish Third Division:
  - 2008–09
- Scottish Combination League:
  - 1905–06
- Copa escocesa de futbol:[8]
  - 1882–83